# Академия профессоров за мир во всём мире
Академия профессоров за мир во всём мире (англ. Professors World Peace Academy, PWPA) — это неправительственная организация, основанная Мун Сон Мёном, и действующая в Южной Корее, Великобритании, США, Филиппинах и других странах. Организация основана в 1973 году.

## Основные события

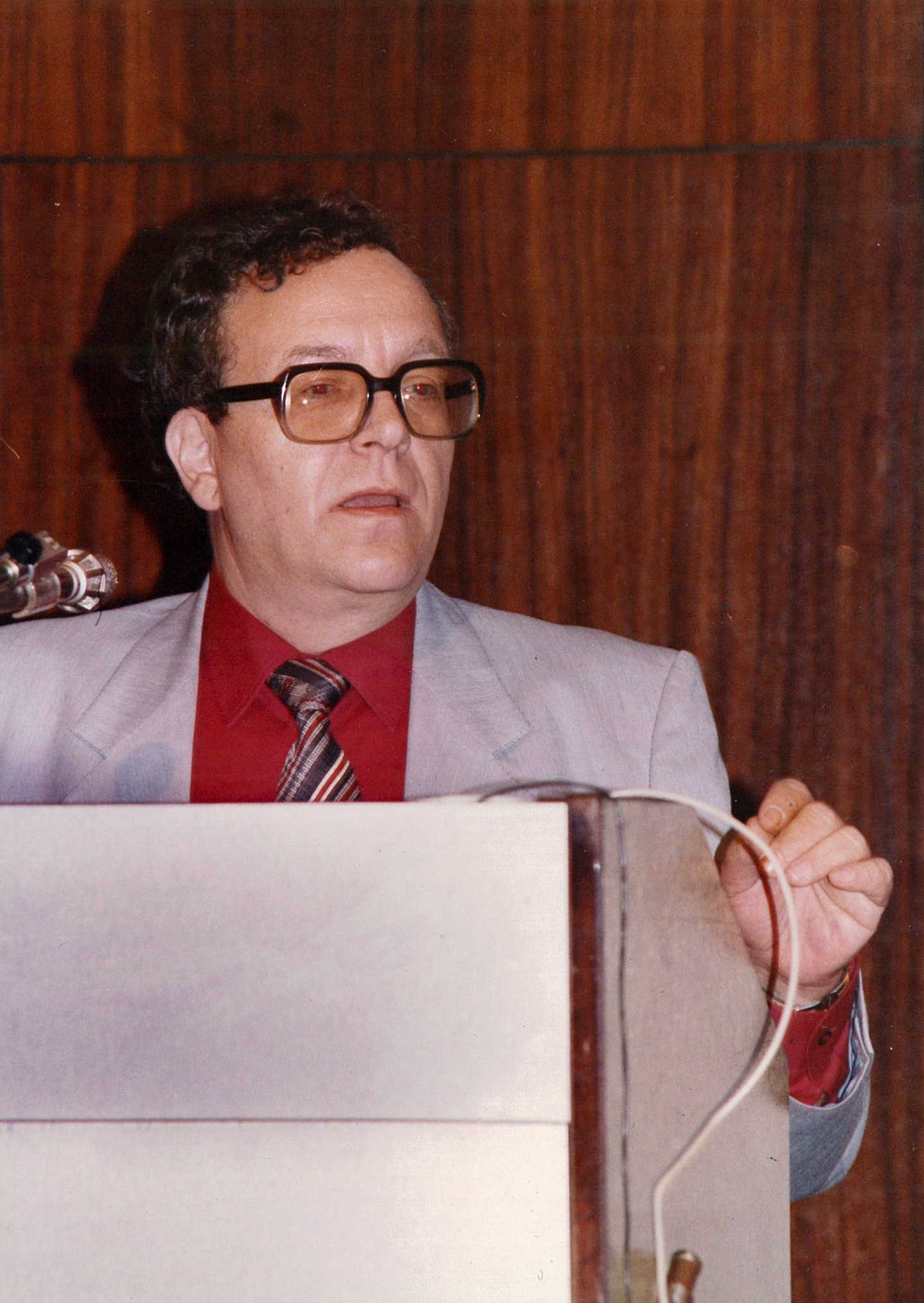
Выступление Александра Штромаса на 2-м международном конгрессе Академии профессоров за мир во всем мире

В 1984 году, за 7 лет до падения Советского Союза, Академия профессоров за мир во всём мире организовала в Женеве международную конференцию на шокирующую тему Падение советской империи: картина перехода в пост-советское пространство под председательством знаменитых профессоров Мортона Каплана (тогда являвшегося генсеком Академии профессоров за мир во всем мире) и Александра Штромаса.
Международная конференция «Характер и идентичность: дифференциация и интеграция культурных ценностей в конце XX века» прошла в Москве, Россия, 4-8 октября 1998 года. 5-й Панафриканский конгресс Академии в 1999 году собрал ученых и руководителей университетов для обсуждения темы «Африканский ренессанс» по инициативе вице-президента ЮАР Табо Мбеки. Тема была связана с развитием Африки в информационную эпоху, университетским сотрудничеством и общественными ценностями.
4-5 февраля 2020 года в выставочном центре Kintex, Сеул, Южная Корея, в рамках Всемирного саммита 2020 года под эгидой Академии профессоров за мир во всем мире состоялась миротворческая научная конференция, которая послужила первым собранием Международной ассоциации ученых за мир уже в рамках Федерации за всеобщий мир (которая стала преемницей Межрелигиозной и межнациональной федерации за мир во всем мире с 2007 года).